# Neocononicephora
Neocononicephora là một chi cánh thẳng thuộc họ Muỗm, phân họ Meconematinae, tông Meconematini. Có 3 loài được xếp vào chi này (tính đến năm 2020): tất cả đều được phát hiện tại Việt Nam.

## Loài
Theo Orthoptera Species File:
- Neocononicephora fyanensis Wang, 2020
- Neocononicephora sinuosa Wang, 2020
- Neocononicephora storozhenkoi (Gorochov, 1994) - loài điển hình (danh pháp ban đầu: Cononicephora storozhenkoi Gorochov), Gia Lai, Việt Nam